# Myrmelachista ramulorum
Myrmelachista ramulorum är en myrart som beskrevs av Wheeler 1908. Myrmelachista ramulorum ingår i släktet Myrmelachista och familjen myror.

## Underarter
Arten delas in i följande underarter:
- M. r. fortior
- M. r. ramulorum

## Bildgalleri

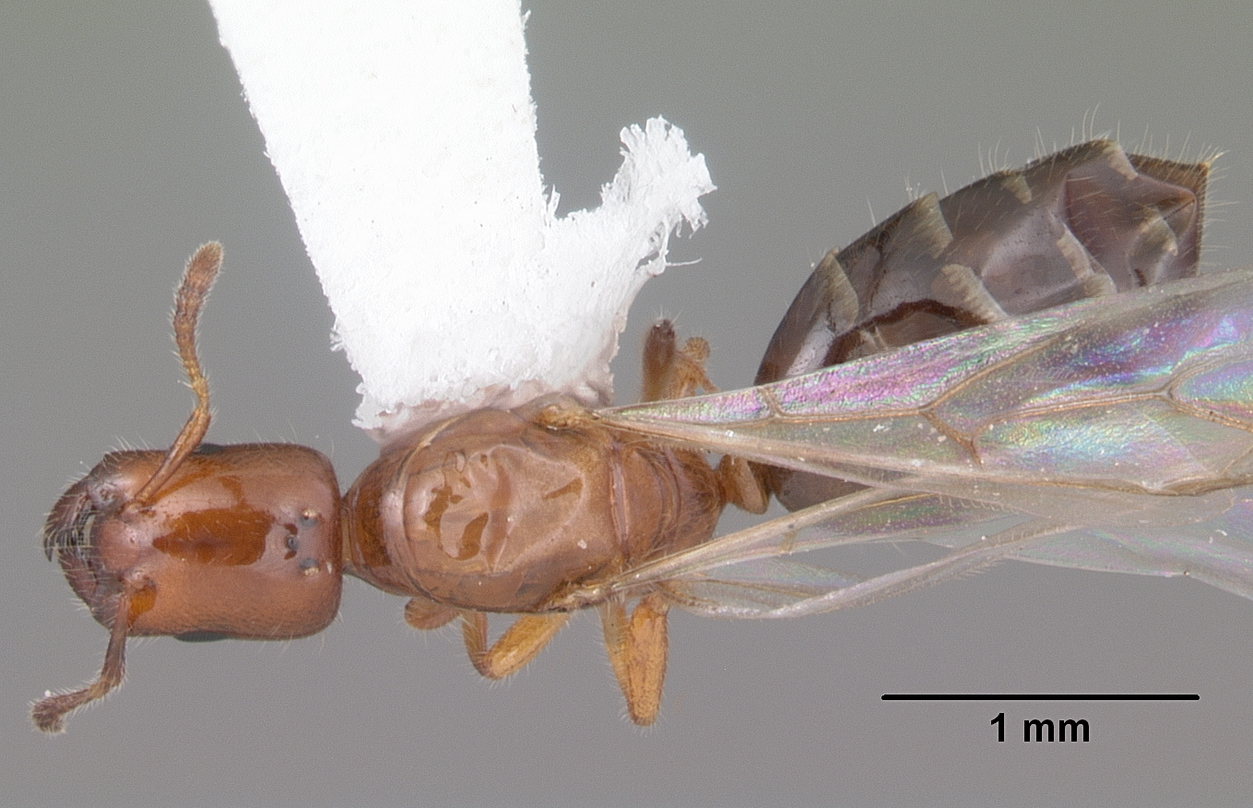
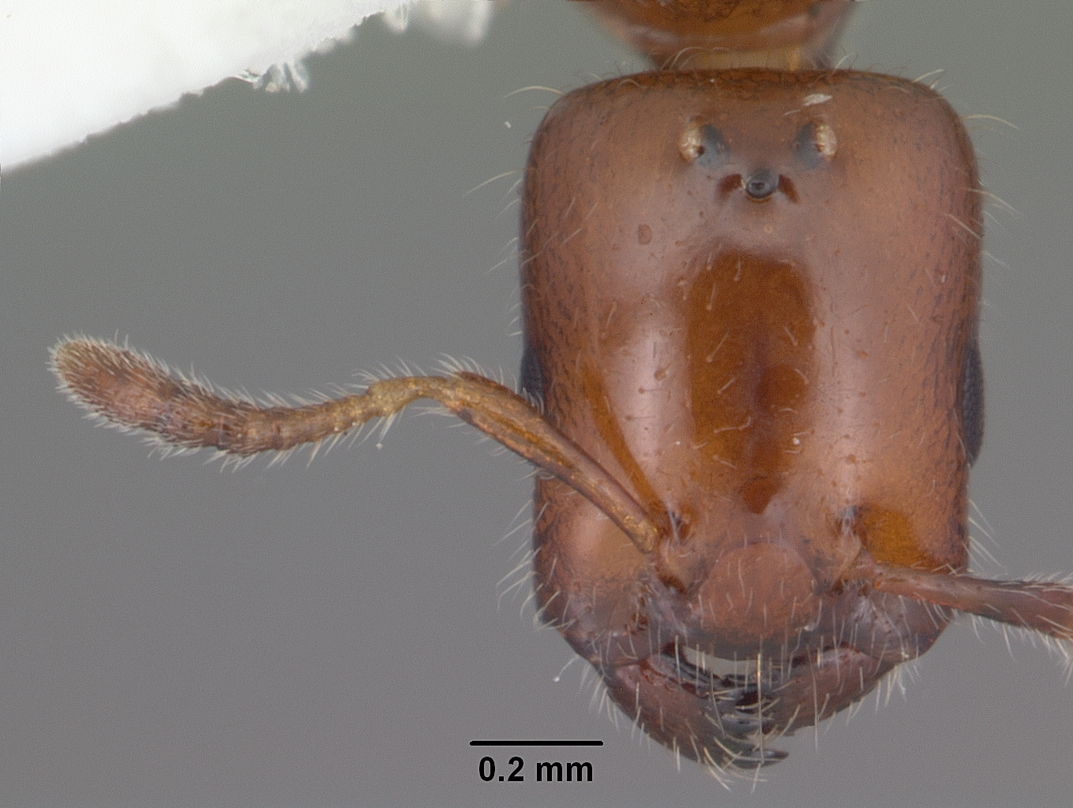
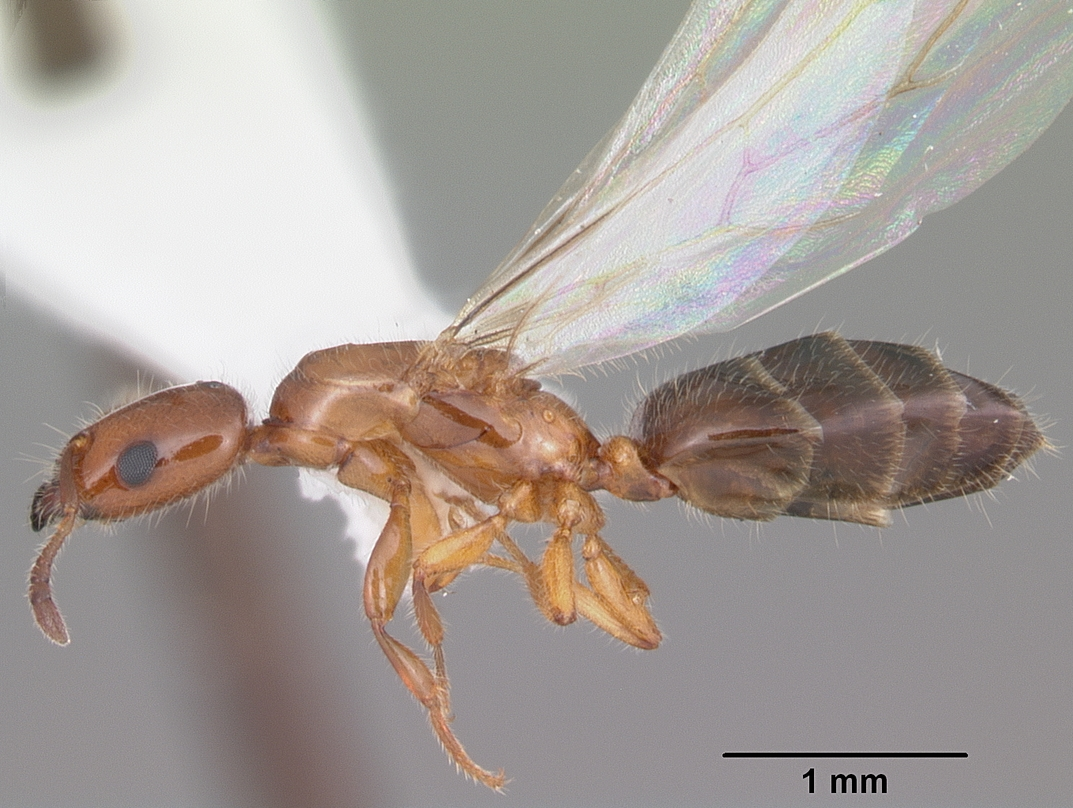
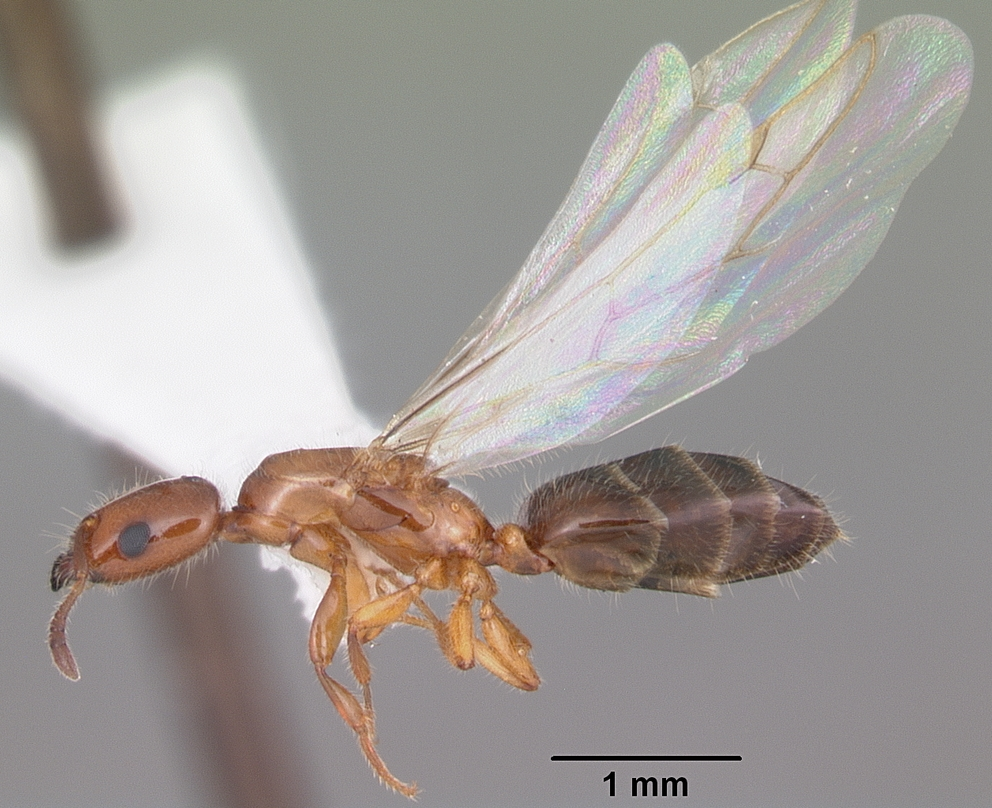
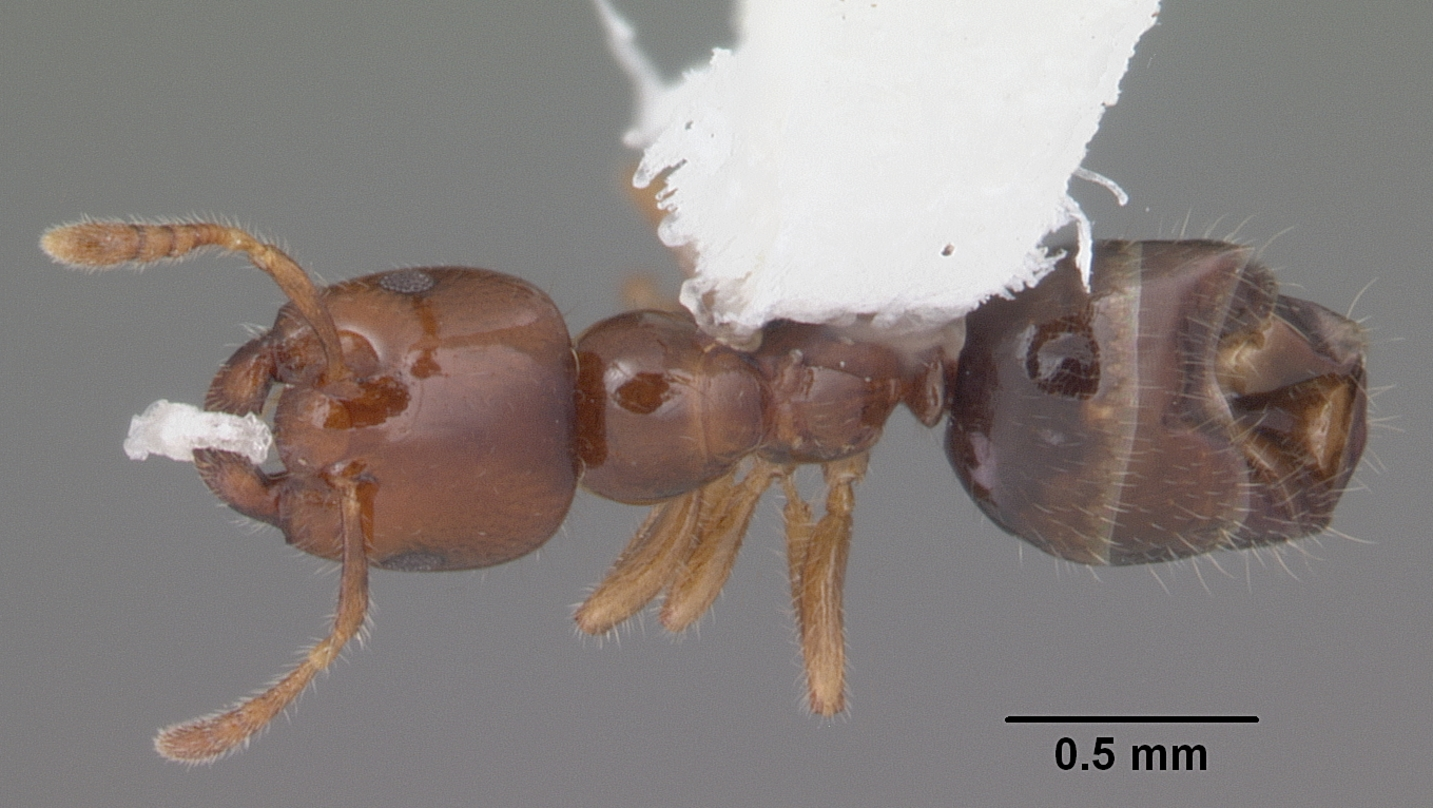
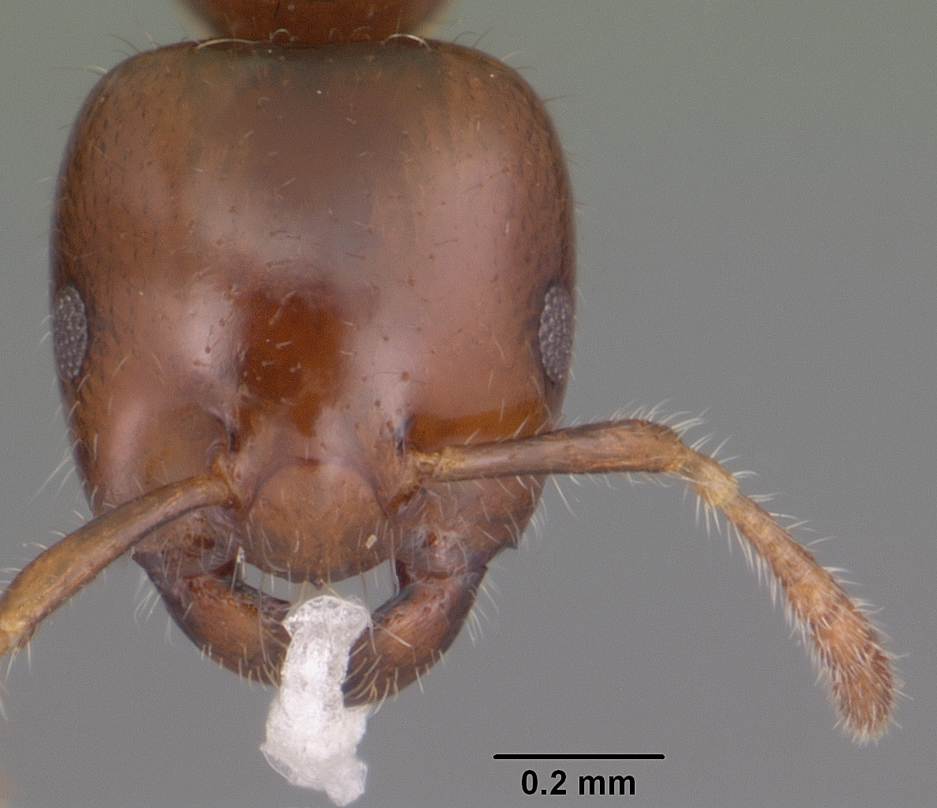